# Jic'har
Jic'har [vyslovováno Jic-har tedy nikoliv s „ch“] (hebrejsky יִצְהָר, podle místního typu olivového oleje, jehož jméno je také přítomno v názvu sousední palestinské vesnice Asira al-Qibliya, v oficiálním přepisu do angličtiny Yizhar, přepisováno též Yitzhar) je izraelská osada a vesnice typu společná osada (jišuv kehilati) na Západním břehu Jordánu v distriktu Judea a Samaří a v Oblastní radě Šomron (Samařsko).

## Geografie
Nachází se v nadmořské výšce 620 metrů na hoře Džebel Salman v centrální hornaté části Samařska, cca 6 km jihozápadně od města Nábulus, cca 8 km severovýchodně od města Ariel, cca 43 km severně od historického jádra Jeruzaléma a cca 45 km severovýchodně od centra Tel Avivu.
Osada je na dopravní síť Západního břehu Jordánu napojena pomocí dálnice číslo 60, která probíhá severojižním směrem napříč celým centrálním Samařskem. Jic'har leží přes 20 kilometrů za Zelenou linií, která odděluje Izrael v jeho mezinárodně uznávaných hranicích, tedy hluboko ve vnitrozemí Samařska. Jde o izolovanou izraelskou osadu, která je ze všech stran obklopena palestinskými sídly (Asira al-Qibliya, Madama, Burin, Huwara, Einabus a Urif). Nejbližšími izraelskými osadami je Har Bracha (3 km severovýchodním směrem), Kfar Tapuach (5 km na jihovýchodě) a Itamar, který leží cca 6 km východním směrem.
Západně od obce na vrcholu hory se nachází hrob šejcha Salmana, postavený na základech byzantského kostela.

## Dějiny
Vesnice Jic'har byla založena v roce 1983, konkrétně v srpnu 1983 coby osídlení typu nachal (tedy kombinace vojenského a civilního osídlení). 5. října 1983 rozhodla izraelská vláda převést ji na ryze civilní. To se pak skutečně stalo v roce 1984. Velikost vesnice byla plánována pro 250 rodin a počítalo se s tím, že obyvatelé budou nacházet práci zejména v průmyslových zónách v nedalekých obcích Ariel a Barkan. Detailní územní plán počítá s výhledovou kapacitou 139 bytových jednotek (z nichž většina již byla postavena).
V obci je synagoga, předškolní zařízení pro děti, základní náboženská škola a dvě ješivy.
V okolí vznikají postupně další izolované skupiny domů. V říjnu 1999 to byla necelý kilometr východně od vlastní osady skupina Giv'a Mizrachit neboli Jic'har Mizrach (též zvaná Lehavat Jic'har). Pozdější vládní zpráva v ní uvádí deset trvale usazených rodin. Zástavba spočívá ve čtyřech trvalých obydlích a dalších provizorních objektech, včetně synagogy, telefonních linek, elektřiny a zpevněné příjezdové cesty. Databáze organizace Mír nyní uvádí jako datum založení této skupiny domů leden 1998 a v roce 2007 zde napočítala 24 trvalých obyvatel. V červnu 1999 vznikla čtvrť Achuzat Šalhevet (Achuzat Shalhevet), kde podle vládní zprávy z roku 2006 trvale žije osm rodin. Zástavbu tvoří provizorní mobilní karavany. V dubnu 2004 ještě přibyla západně od ní skupina domů Achuzat Šalhevet Ma'arav, kterou obývá trvale jedna rodina. Zpráva organizace Mír nyní v roce 2007 uvádí v Šalhevet 60 trvalých obyvatel. V březnu 2001 bylo také založeno na kótě 725 osídlení Jic'har Darom (Yitzhar Darom). Na jihovýchodním okraji osady na kótě 693 pak v červnu 1999 vznikla skupina zástavby nazvaná Micpe Jic'har (Mitzpe Yitzhar). Žije tam trvale jedna rodina a několik mladých lidí. Peace Now pro Kótu 725 uvádí dvacet a pro Micpe Jic'har osm stálých obyvatel.
Počátkem 21. století nebyla vesnice Jic'har coby příliš izolovaná zahrnuta do projektu Izraelské bezpečnostní bariéry. Budoucí existence osady závisí na podmínkách případné mírové dohody s Palestinci.
V září 2008 došlo v osadě k teroristickému útoku, kdy ozbrojený Palestinec pronikl do vesnice a zranil jednoho chlapce. Někteří obyvatelé z Jic'haru pak vyrazili se pomstít do sousední palestinské vesnice Asira al-Qibliya. Izraelský premiér Ehud Olmert se od odvetného útoku distancoval.

## Demografie
Obyvatelstvo obce Jic'har je v databázi rady Ješa popisováno jako nábožensky založené. Podle údajů z roku 2014 tvořili naprostou většinu obyvatel Židé (včetně statistické kategorie "ostatní", která zahrnuje nearabské obyvatele židovského původu ale bez formální příslušnosti k židovskému náboženství).
Jde o menší obec vesnického typu ale s vysokými ročními přírůstky obyvatel. K 31. prosinci 2014 zde žilo 1279 lidí. Během roku 2014 registrovaná populace stoupla o 4,8 %. Ze současných více než 150 rodin se má výhledově osada rozšířit až na 1000 rodin.
| Rok            | 1993 | 1994 | 1995 | 1996 | 1997 | 1998 | 1999 | 2000 | 2001 | 2002 | 2003 | 2004 | 2005 | 2006 | 2007 | 2008 | 2009 | 2010 | 2011 | 2012 | 2013 | 2014 |
| -------------- | ---- | ---- | ---- | ---- | ---- | ---- | ---- | ---- | ---- | ---- | ---- | ---- | ---- | ---- | ---- | ---- | ---- | ---- | ---- | ---- | ---- | ---- |
| Počet obyvatel | 189  | 200  | 231  | 226  | 254  | 291  | 328  | 329  | 342  | 398  | 440  | 534  | 590  | 673  | 743  | 864  | 895  | 982  | 1106 | 1172 | 1220 | 1279 |